# 弦拓扑
弦拓扑是近几年来兴起的一个数学学科，概括地说，它是关于流形的路径空间（path space）上的拓扑性质及其在微分几何，同调代数和数学物理等领域的应用的研究。

## 弦拓扑介绍
1999年美国数学家Moira Chas和Dennis Sullivan在网络上(www.arxiv.org （页面存档备份，存于）)发表了他们的研究论文String topology，即弦拓扑(文献1)。在这篇论文中，他们证明了一个流形的自由环路空间(free loop space)的同调群有一个Gerstenhaber代数和一个Batalin-Vilkovisky代数(简称BV代数)结构，从而得出了关于流形的一类新的拓扑不变量。此后，Sullivan和他的合作者们，陆续发表了几篇关于流形的环路空间和路径空间方面的论文，进一步探讨了这些空间的拓扑性质。他们的研究很快吸引了许多数学家的兴趣，并引起了广泛的研究，这些研究主要集中在：
1. 一个流形的什么代数性质导致了它的环路空间的这两个代数结构？
2. 这些新的不变量是流形的什么样的不变量？比如说，是不是流形的同胚或者同伦不变量？
3. 由于迄今为止所有BV代数的例子都来自于弦理论，那么弦拓扑有没有一个弦理论的解释？
4. 越来越多的辛几何特别是辛场论(symplectic field theory)的研究者发现，辛场论和弦拓扑的研究对象有类似之处，那么这两者之间到底有什么关系？
5. 弦拓扑研究的是流形的环路空间，那么它在低维流形的研究中，比如说三维流形和纽结理论，有些什么样的应用？

所有这些研究现在被统称为弦拓扑。

### Gerstenhaber和BV代数的构造
Gerstenhaber代数是60年代美国数学家Gerstenhaber在研究环)和代数的形变理论中发现的一种代数结构，又称为辫代数。它同时是一个交换的结合代数和一个李括号度数(degree)为一的李代数，并且两者满足一定的相容条件。
Chas和Sullivan是怎么在流形的自由环路空间上发现Gerstenhaber代数的呢？给定一个流形，它的自由环路空间上的一个链可以看成一簇环路，这簇环路上面有一个显然的标记，也就是他们的起点(同时也是终点)。给定两个这样的链，如果第一簇环路中的某个环路的终点跟第二簇环路中某个环路起点相同，那么我们就把这两个环路连接起来形成一个新的环路。这样我们就得到一簇新的环路，现在称为Chas-Sullivan环路乘积(loop product)，而且这样的乘积跟边缘算子相容，因而可以定义到同调群上。
有了Chas-Sullivan环路乘积，我们自然问：这个乘积是不是交换的？在链水平上这显然不是，但是Chas和Sullivan证明它在同伦的意义下是交换的，也就是说，自由环路空间的同调群在Chas-Sullivan环路乘积下形成一个交换的结合代数。并且，Chas和Sullivan还证明，这个同伦算子形成一个准李代数(pre-Lie algebra),因而它的交换子形成一个李代数；这个李代数和上面的交换结合代数满足Gerstenhaber代数所必须的相容条件，从而我们在自由环路空间的同调群上得到一个Gerstenhaber代数。
BV代数是60年代俄国物理学家Batalin和Vilkovisky在研究场论的量子化时候发现的，它是一类特殊的Gerstenhaber代数。具体地说，它除了是一个Gerstenhaber代数外，还有一个度数为一的算子，这个算子对于乘积运算不形成一个导子，而它成为导子的偏差，就正好是李括号。回到环路空间上来：对于自由环路空间，我们可以把这些环路进行旋转，仍然得到一个环路，也就是说自由环路空间允许一个S1作用。Chas和Sullivan证明了，这个S1作用，在同调水平上就是满足BV代数所需要的度数为一的算子。
可以证明，Chas和Sullivan得到的这些不变量在很多情况下并不是平凡的。

## 弦拓扑产生的数学背景
为什么要研究弦拓扑呢？这个问题要追溯到最近二十多年来整个数学的发展。
最近二十多年来的数学，特别是几何，拓扑，和代数的发展，非常深刻地受到量子场论和弦理论的影响。在几何拓扑领域，四维流形的杨-米尔斯理论，Seiberg-Witten理论，辛流形的Gromov-Witten理论，三维流形的陈省身-西蒙斯理论，还有镜像对称等等，都与量子场论有着深刻的联系。量子场论给数学家的印象，就像一把万能钥匙，运用到任何一个领域，都能够开启一个新的研究的大门，从而开辟一个广阔的研究空间。量子场论有力地促动了数学的发展，数学家们也从物理学家那里获得了很多灵感和启发。
上面提到的这些流形的理论都非常复杂，有些有洞见的数学家就提出如下问题：量子场论后面有没有隐藏着一种结构，而这种结构是所有这些理论所共有的？也就是说，我们能不能够用量子场论的模型把二十多年来出现的关于流形的这些不变量都统一起来？正如研究量子力学最有力的数学工具是李代数一样(不严格地说，在数学家看来，量子力学实际上就是李代数的表示论)，研究量子场论和弦理论最有力的数学工具是BV代数。事实上，弦理论家Schwarz证明了，一个弦场论量子化后，我们自然而然就得到一个BV代数。数学家Lian和Zuckermann(文献5)，还有Getzler(文献4)等人，都得到了相同的结果，即：二维拓扑量子场论组成的范畴典则地等价于BV代数组成的范畴。
Sullivan就是在这样的背景下研究弦拓扑的。他的想法比较简单而自然：物理学家考虑的是将若干个弦打到一个靶(target)空间上，然后考虑这些弦随着时间的变化而产生的相互作用(几何上，这些弦随着时间的变化在靶空间上产生一个带边界的二维曲面)；在一个拓扑学家看来，时间的因素只是提供这些弦之间作用的先后顺序而已，那么何不暂时不考虑作用的先后顺序，先直接给出两个弦碰到一起产生一个新弦的数学描述呢？有没有一个简单的拓扑学描述？Chas和Sullivan给出的这个拓扑学描述就是Chas-Sullivan环路乘积。定义好了这个乘积，下面的工作几乎是显然的了。
弦拓扑是我们在数学上，更主要地，是代数上理解量子场论的一个开始，也许它并不能解决上面提出的问题，即用量子场论统一二十多年来数学上出现的关于流形的各种不变量。但是不论如何，它提供了一个新的视角，提出了许多问题，开辟了一个新的研究领域。这也就是弦拓扑吸引许多数学家的原因。

## 弦拓扑的应用
弦拓扑在辛几何，纽结理论，同伦论，还有数学物理里面都有重要的应用。比如说，Sullivan证明了量子场论里面出现的一些代数结构都可以在路径空间的链和同调水平上实现(参考文献7)；Cieliebak和Latschev用辛场论的方法证明了(未发表)一个流形的自由环路空间的链上有一个对李无穷(bi-Lie{\displaystyle _{\infty }})代数，而它跟弦拓扑里面出现的对李无穷代数(文献2)是链等价的；弦拓扑至少在链水平是不是流形的同胚不变量或者同伦不变量这个问题还在研究之中，部分答案可以参考文献3；弦拓扑在纽结理论中的应用也正在研究之中，这方面的文献可以参考Ng的文章(文献6)。

## 部分参考文献
1. M. Chas and D. Sullivan, String topology, arxiv: math-GT/9911159.
2. M. Chas and D. Sullivan, Closed string operators in topology leading to Lie bialgebras and higher string algebra, in The legacy of Niels Henrik Abel, 771-784, Springer, Berlin, 2004.
3. R. Cohen, J. Klein and D. Sullivan, The homotopy invariance of the string topology loop product and string bracket, arxiv: math.GT/0509667
4. E. Getzler, Batalin-Vilkovisky algebras and two-dimensional topological field theories. Comm. Math. Phys. 159(1994), no. 2, 265-285.
5. B. Lian and G. Zuckerman, New perspectives on the BRST-algebraic structure of string theory. Comm. Math. Phys. 154 (1993), no. 3, 613-646.
6. L. Ng, Conormal bundles, contact homology, and knot invariants, arxiv: math.SG/0412330
7. D. Sullivan, Open and closed string field theory interpreted in classical algebraic topology, in Topology, geometry and quantum field theory, 344-357, London Math. Soc. Lecture Note Ser., 308, Cambridge Univ. Press, Cambridge, 2004.